# Preston Jackson

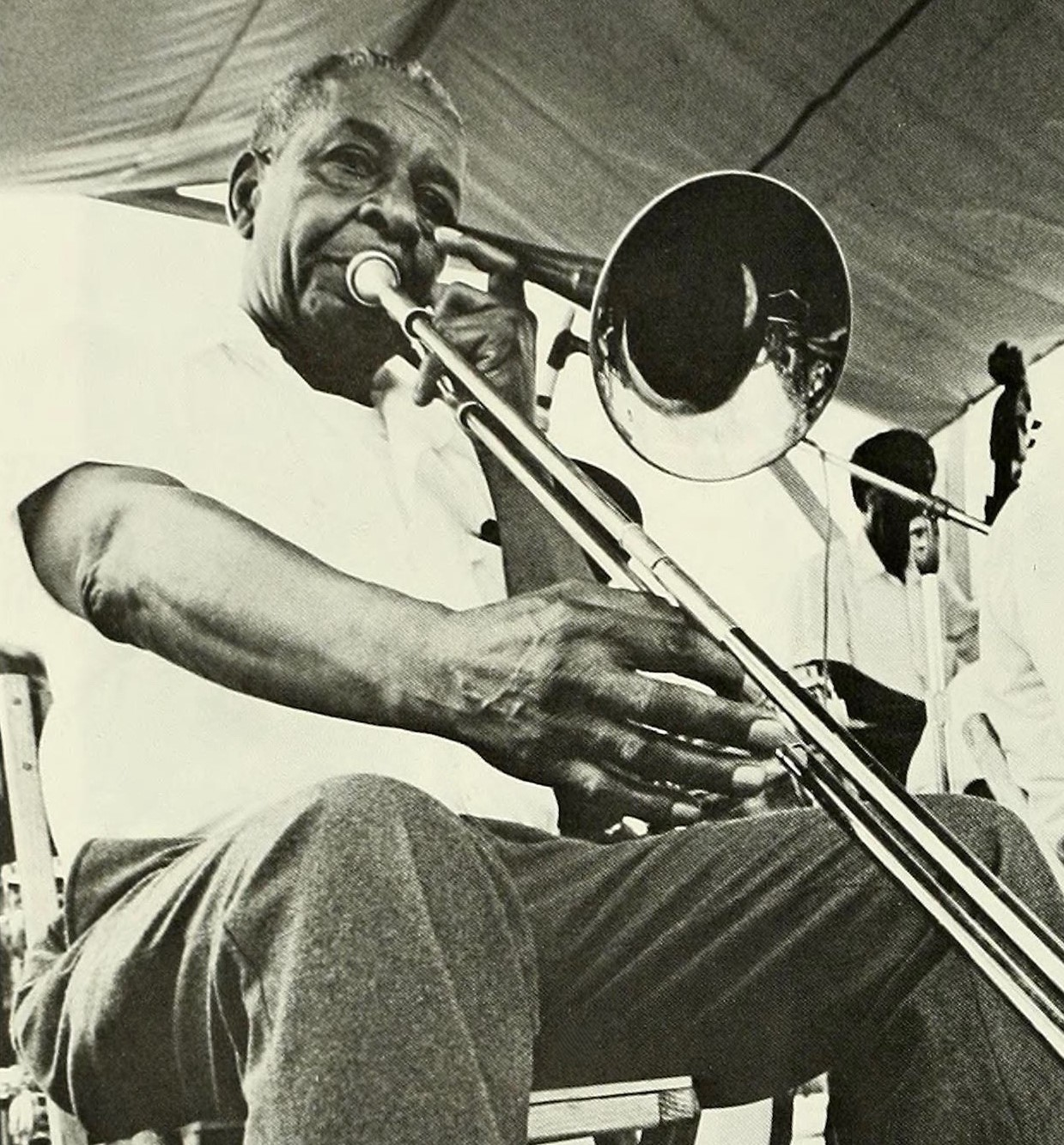
Preston Jackson (1975)

Preston Jackson, geboren James Preston McDonald (* 3. Januar 1902 in New Orleans; † 12. November 1983 in Blytheville, Arkansas) war ein US-amerikanischer Jazz-Posaunist des New-Orleans-Jazz und Chicago-Jazz.

## Leben
Preston Jackson kam 1917 nach Chicago, begann aber erst 1920 als Posaunist zu spielen. Seine Lehrer waren Anfang der 1920er Jahre Roy Palmer und Honoré Dutrey. Für Dutrey spielte er ersatzweise in King Olivers berühmter Band. In den 1920er Jahren spielt er auch bei Tig Chambers, Al Simone, Eli Rice und Art Sims, und war an Aufnahmen von Bernie Young and his Creole Jazz Band (1923) und Richard M. Jones beteiligt. Unter eigenem Namen nahm er 1926 mit seiner Uptown Band auf, der auch der Trompeter Shirley Clay angehörte.
In den 1930er Jahren spielte er mit Dave Peyton (1930), Erskine Tate, Louis Armstrong (1931–32), Half Pint Jaxon (1933), Carroll Dickerson, Jimmy Bell, Jimmie Noone, Roy Eldridge, Walter Barnes, Johnny Long (1939) und Zilmer Randolph’s W.P.A. Band. Er wirkte auch bei Johnny Dodds letzten Aufnahmen 1940 mit.
In den 1940er Jahren trat er nicht mehr so häufig auf; seine Karriere dauerte jedoch noch bis Ende der 1950er Jahre; er spielte in dieser Zeit mit Lil Hardin Armstrong. In den 1960er Jahren zog er in seine Heimatstadt New Orleans zurück und spielt dort in der Preservation Hall. Er arbeitete dort auch mit Little Brother Montgomery 1969 und mit den New Orleans Joymakers von Kid Thomas, mit denen er 1973/74 in Europa auftrat.
Plattenaufnahmen mit Preston Jackson unter eigenem Namen entstanden 1926 und 1946; 1972 nahm er ein Album mit Benny Waters auf.